# Episodi di Keroro (terza stagione)
Questa è una lista degli episodi della terza stagione della serie anime Keroro, trasmessa per la prima volta in Giappone su TV Tokyo dal 7 aprile 2006 al 30 marzo 2007. Un'edizione doppiata in italiano è andata in onda sul canale Hiro a partire dal 1º dicembre 2009.

## Lista episodi
| Nº  | Titolo italiano Giapponese 「Kanji」 - Rōmaji | In onda           | In onda          |
| Nº  | Titolo italiano Giapponese 「Kanji」 - Rōmaji | Giapponese        | Italiano         |
| 104 | Addio Keroro! Signorsì! 「ケロロ さらば愛しきケロロ！ であります」 - Keroro Saraba Aishiki Keroro!Conto alla rovescia verso la rovina. Signorsì! 「ケロロ 滅亡へのカウントダウン であります」 - Keroro Horobohe no Kauntodaun de arimasu                                                      | 7 aprile 2006     | 1º dicembre 2009 |
| 105 | Sorriso in vendita. Signorsì! 「ケロロ 新装開店スマイルセール！ であります」 - Keroro - Shinsō Kaiten SUMAIRUSE-RU! De ArimasuMomoka e il picnic romantico. Signorsì! 「桃華 お花見でラブラブ大乱戦！ であります」 - Momoka - Ohanami de Raburabu Daisansen! De Arimasu                       | 14 aprile 2006    | 4 dicembre 2009  |
| 106 | Alieni per forza. Signorsì! 「冬樹＆夏美 勝手に侵入者 であります」 - Fuyuki & Natsumi - Katte no Shinnyūsha De ArimasuIn cerca di un hobby. Signorsì! 「ギロロ 趣味の時間 であります」 - Giroro - Shumi no Jikan De Arimasu                                                                   | 21 aprile 2006    | 5 dicembre 2009  |
| 107 | Visita medica. Signorsì! 「夏美 恐怖の身体検査 であります」 - Natsumi - Kyofu no Shintaikensa De ArimasuGuerra in famiglia. Signorsì! 「冬樹＆夏美 姉弟大戦争！ であります」 - Fuyuki & Natsumi - Kyōdai Daisensō! De Arimasu                                                                 | 28 aprile 2006    | 6 dicembre 2009  |
| 108 | Tamama diventa grande. Signorsì! 「タママ 独占！ オトナの時間 であります」 - Tamama - Dokusen! Otona no Jikan De ArimasuL'isola del dottor Kururu. Signorsì! 「冬樹＆桃華 ドクタークルルの島 であります」 - Fuyuki & Momoka - Dokuta-Kururu no Shima De Arimasu                               | 5 maggio 2006     | 7 dicembre 2009  |
| 109 | Operazione massaggio. Signorsì! 「ケロロ ママ殿癒し系大作戦 であります」 - Keroro - MAMAdono Iyashikei Daisakusen De ArimasuIl dirottamento. Signorsì! 「ドロロ 沈黙の暴走銀河特急 であります」 - Dororo - Chinmoku no Bōsō Ginga Tokkyū De Arimasu                                           | 12 maggio 2006    | 8 dicembre 2009  |
| 110 | Strana malattia di Keroro. Signorsì! 「ケロロ すこしふしぎな特効薬 であります」 - Keroro - Sukoshi Fushigi na Tokkōyaku De ArimasuStrategia biologica. Signorsì! 「ケロロ すべての道はスターフルーツへ続く！ であります」 - Keroro - Subete no Michi ha Suta-furu-tsu he Tsudzuku! De Arimasu | 19 maggio 2006    | 9 dicembre 2009  |
| 111 | Calore dell'amicizia. Signorsì! 「小雪 忍流パジャマパーティー であります」 - Koyuki - Shinobiryū Pajama PA-TI- De ArimasuUna visita annunciata. Signorsì! 「夏美 ドッキリ家庭訪問！ であります」 - Natsumi - Dokkiri Kateihōmon! De Arimasu                                                   | 27 maggio 2006    | 10 dicembre 2009 |
| 112 | Una penna per invadere la terra. Signorsì! 「クルル&サブロー - 出合いはお絵描きガチンコ勝負!であります」 - Kururu & Saburo - Deai ha Oekaki Gachinko Shōbu! De Arimasu | 2 giugno 2006     | 11 dicembre 2009 |
| 113 | Uno strano eroe. Signorsì! 「ケロロ - 戦え僕らのウエットルキングであります」 - Keroro - Tatakae Bokura no Uettorukingu De ArimasuUn eroe dal cuore buono. Signorsì! 「夏実 - 帰ってきたウエットルキングであります」 - Natsumi - Kaettekita Uettorukingu De Arimasu                            | 9 giugno 2006     | 13 dicembre 2009 |
| 114 | Sasso-carta-forbici. Signorsì! 「ギロロ - あだ討ちするはわれにあり! であります」 - GIRORO - Adauchisuru ha Wareniari! De ArimasuQuartetto comico. Signorsì! 「ケロロ - またまたまたダソヌ☆マソ? であります」 - Keroro - Matamatamata Dasonu☆maso? De Arimasu                                  | 16 giugno 2006    | 14 dicembre 2009 |
| 115 | Progetto cinematografico. Signorsì! 「ケロロ - ニョロロ対メカニョロロ であります」 - Keroro - Nyororo Tai Mekanyororo De ArimasuUn amico per il sergente Keroro. Signorsì! 「ケロロ - ニョボと共に去りぬ であります」 - Keroro - Nyobo to Tomo ni Sarime De Arimasu                           | 23 giugno 2006    | 15 dicembre 2009 |
| 116 | Diritto ad un bagno nella vasca. Signorsì! 「ケロロ - ピカフロをねらえ！ であります」 - Keroro - Pikafuro wo Nerae! De ArimasuCronaca di un'invasione fallita. Signorsì! 「モア - おじさま日記 であります」 - Moa - Ojisama Nikki De Arimasu                                                  | 30 giugno 2006    | 18 dicembre 2009 |
| 117 | Furto dei desideri. Signorsì! 「ケロロ - 七夕に願いを！ であります」 - Keroro - Tanabata ni Negai wo! De ArimasuDi nuovo in onda. Signorsì! 「ケロロ - 復活！怪傑ドーパミン であります」 - Keroro - Fukkatsu! Kaiketsu Do-Pamin De Arimasu                                                    | 7 luglio 2006     | 19 dicembre 2009 |
| 118 | Una sfida da incubo. Signorsì! 「クルル - カレー の 曹長さま であります」 - Yūrei-chan - Gakkō he Ikō De ArimasuIL curry dell'amore. Signorsì! 「ギロロ - 壮絶！ 夏合宿 であります」 - Kururu - Kare - no Sōchōsama De Arimasu                                                                | 14 luglio 2006    | 20 dicembre 2009 |
| 119 | Addestramento di sopravvivenza. Signorsì! 「ギロロ 壮絶!夏合宿 であります」 - Giroro sōzetsu! Natsugasshuku de arimasuGrande caldo. Signorsì! 「ケロロ 土曜の丑の日をつかまえろ! であります」 - Keroro doyō no ushi no nichi wotsukamaero! de arimasu                                         | 21 luglio 2006    | 21 dicembre 2009 |
| 120 | Un'estate al mare. Signorsì! 「ケロロ 土井中海岸リターンズ であります」 - Keroro tsuchii nakaumi kishi ritanzu dearimasuMomoka diventa grande. Signorsì! 「桃華 ひと夏の経験 であります」 - Momo hana hito natsu no keiken dearimasu                                                          | 28 luglio 2006    | 22 dicembre 2009 |
| 121 | La vendetta di Viper meccanico. Signorsì! 「ドロロ - くの一カララ シュシュッと参上！ であります」 - Dororo - kunoichi karara shushu to sanjō! de arimasu | 4 agosto 2006     | 23 dicembre 2009 |
| 122 | Il dvd stregato. Signorsì! 「クルル - 呪い の DVD であります」 - Kururu - Noroi no DVD De ArimasuLe armi sono bandite. Signorsì! 「夏実 - 何 が なんでも 禁止 よ! であります」 - Natsumi - Nani ga Nandemo Kinshi Yo! De Arimasu                                                              | 11 agosto 2006    | 24 dicembre 2009 |
| 123 | In gita dalla nonna. Signorsì! 「日向家 里帰り であります」 - Hinata Ke Satogaeri De ArimasuTamama e la tartaruga. Signorsì! 「タママ とカメ であります」 - Tamama to kame De Arimasu | 18 agosto 2006    | 25 dicembre 2009 |
| 124 | Il tesoro di Viper. Signorsì! 「ケロロ - 夏 の 宝物 であります」 - Keroro - Natsu no Takaramono De Arimasu | 25 agosto 2006    | 26 dicembre 2009 |
| 125 | Bocconi amari al Sushi Bar. Signorsì! 「ケロロ - 仁義なき回転寿司！ であります」 - Keroro - Jingi naki Kaitenzushi! De ArimasuKeroro e la zanzara dell'orrore. Signorsì! 「ケロロ - 恐怖のザ・モスキート であります」 - Keroro - Kyoufu no Za mosuki-to De Arimasu                            | 1º settembre 2006 | 27 dicembre 2009 |
| 126 | Realtà virtuale. Signorsì! 「ケロロ & 夏実 - 勇者 は どっち だ?! であります」 - Keroro & Natsumi - Yuusha ha Docchi Da?! De Arimasu | 8 settembre 2006  | 28 dicembre 2009 |
| 127 | Viaggio in incognito. Signorsì! 「ケロロ こっそり月旅行 であります」 - Keroro kossori gatsu ryokou dearimasuLa forza del tifone. Signorsì! 「ギロロ 台風侵略作戦決行！ であります」 - Giroro taifuu shinryaku sakusen kekkou ! dearimasu                                                      | 15 settembre 2006 | 29 dicembre 2009 |
| 128 | L'unguento di Giroro. Signorsì! 「ケロロ 最後は本気で神頼み？ であります」 - Keroro saigo ha honki de kamidanomi? dearimasu | 22 settembre 2006 | 30 dicembre 2009 |
| 129 | L'arma segreta. Signorsì! 「キルル 破滅の使者 であります」 - Kiruru hametsu no shisha dearimasu | 29 settembre 2006 | 31 dicembre 2009 |
| 130 | I robot cloni di Keroro. Signorsì! 「ケロロ小隊 全員再起動！ であります」 - Keroro shōtai zen'in saikidou! dearimasuGaruru contro i robot cloni. Signorsì! 「ガルル小隊 かく戦えり であります」 - Garuru shōtai kaku tatakae ri dearimasu                                                     | 6 ottobre 2006    | 1º gennaio 2010  |
| 131 | Il segreto di Giroro. Signorsì! 「ギロロ 秘密の休日」 - Giroro Himitsu no KyuujitsuTorneo di atletica. Signorsì! 「梅雄 運動会を支配せよ」 - Ume osu undoukai wo shihai seyo | 13 ottobre 2006   | 2 gennaio 2010   |
| 132 | Un esame difficile. Signorsì! 「ドロロ キッカケが大事！」 - Dororo kikakke ga daiji!La mascotte di Natsumi. Signorsì! 「夏美 私の青い鳥」 - Natsumi watashi no aoi tori | 20 ottobre 2006   | 3 gennaio 2010   |
| 133 | Un'avventura... pietrificante. Signorsì! 「アリサ 闇の狩人 ハロウィン大騒動！」 - Arisa yami no kariudo harouin oosoudou ! | 27 ottobre 2006   | 4 gennaio 2010   |
| 134 | Keroro è senza voce. Signorsì! 「ケロロ 風邪をひいたらアフレコだ!?」 - Keroro kaze wohiitara afureko da !?Alieni in città. Signorsì! 「冬樹＆クルル 秋葉原を行く」 - Fuyuki & Kururu Akihabara wo iku                                                                                         | 3 novembre 2006   | 5 gennaio 2010   |
| 135 | Due piccole pesti sulla Terra. Signorsì! 「カララ＆チロロ 七五三に753(なごみ)さん！」 - Karara & Chiroro shichigosan ni 753 (nagomi) san !Storia di un chicco. Signorsì! 「ケロロ たかが1粒されど1粒」 - Keroro takaga 1 tsubu saredo 1 tsubu                                                 | 10 novembre 2006  | 6 gennaio 2010   |
| 136 | Rapimento alle terme. Signorsì! 「秋 温泉で大合戦！」 - Aki onsen de dai kassen !Il pane di Keron. Signors! 「ケロロ それいけ！ケロロパン」 - Keroro soreike ! keroropan | 17 novembre 2006  | 7 gennaio 2010   |
| 137 | Gita autunnale. Signorsì! 「ケロロ ただいま！と言うまでが遠足だ！」 - Keroro tadaima ! to iu madega ensoku da !Infusioni e invasioni. Signorsì! 「ケロロ 愛と悲しみのスキヤキ」 - Keroro ai to kanashimi no sukiyaki                                                                          | 24 novembre 2006  | 8 gennaio 2010   |
| 138 | Saranno famosi. Signorsì! 「ケロロ ケロロショー」 - Keroro Keroro shouUna scomoda ficcanaso. Signorsì! 「冬樹＆散世 KGS再び」 - Fuyuki & san yo KGS futatabi | 1º dicembre 2006  | 9 gennaio 2010   |
| 139 | L'influenza spaziale. Signorsì! 「556 奥東京市は男の戦場」 - 556 oku Tōkyō shi ha otoko no senjō | 8 dicembre 2006   | 10 gennaio 2010  |
| 140 | Conti di fine anno. Signorsì! 「ケロロ小隊 年末調整大作戦 であります」 - Keroro shōtai nenmatsu choosei dai sakusenBattaglia personale. Signorsì! 「ケロロ ある男の戦い であります」 - Keroro aru otoko no tatakai                                                                            | 15 dicembre 2006  | 11 gennaio 2010  |
| 141 | Ondata di gelo. Signorsì! 「ケロロ 奥東京氷河期 アリサが来た！ であります」 - Keroro oku Tōkyō hyōgaki arisa ga ki ta! | 22 dicembre 2006  | 12 gennaio 2010  |
| 142 | La prima arrabbiatura dell'anno. Signorsì! 「ケロロ お正月を返して！ であります」 - Keroro oshōgatsu o kaeshi te!Buoni propositi per l'anno nuovo. Signorsì! 「ギロロ 仕事初めはペコポン侵略！ であります」 - Giroro shigoto hajime wa Pekopon shinrya ku!                                    | 5 gennaio 2007    | 13 gennaio 2010  |
| 143 | Una visita inaspettata. Signorsì! 「ケロロ お正月を返して！ であります」 - Keroro kiseki!? Keroro no chichiUna casa da salvare. Signorsì! 「ギロロ 仕事初めはペコポン侵略！ であります」 - Hinata ka chinbotsu!?                                                                              | 12 gennaio 2007   | 14 gennaio 2010  |
| 144 | L'alieno dalle grandi orecchie. Signorsì! 「ケロロ 鉄仮面伝説 謎のデカ耳 であります」 - Keroro tetsu kamen densetsu nazo no deka mimi | 19 gennaio 2007   | 15 gennaio 2010  |
| 145 | Invasore professionista. Signorsì! 「ウレレ 売れっ子侵略者 であります」 - Urere urekko shinrya ku shaSparizioni. Signorsì! 「ケロロ そしてやっぱり誰もいなくなった であります」 - Keroro soshite yappari dare mo i naku nat ta                                                                | 26 gennaio 2007   | 16 gennaio 2010  |
| 146 | Non dimenticatevi di Plutone. Signorsì! 「冥 おぼえていますか？ であります」 - Mei oboe te i masu ka? | 2 febbraio 2007   | 17 gennaio 2010  |
| 147 | La scelta del successore. Signorsì! 「ギロロ くれたのは誰？ であります」 - Pooru shitsuji no ichi funGiroro e il regalo misterioso. Signorsì! 「ポール 執事の一分 であります」 - Giroro kure ta no wa dare?                                                                                   | 9 febbraio 2007   | 18 gennaio 2010  |
| 148 | Keroro attore di strada. Signorsì! 「小雪 時代劇ワンダーランド！ であります」 - Koyuki jidai geki wandaarando!Sfortunato incontro. Signorsì! 「ケロロ チュー兵衛様に飛びつこう！ であります」 - Keroro chuu hyooe sama ni tobitsuko u!                                                        | 16 febbraio 2007  | 19 gennaio 2010  |
| 149 | La cacciatrice diventa preda. Signorsì! 「アリサ エイリアン対モンスター であります」 - Arisa eirian tai monsutā | 23 febbraio 2007  | 21 gennaio 2010  |
| 150 | Giroro va in missione. Signorsì! 「ギロロ 旅立ちのとき であります」 - Giroro tabidachi no toki | 2 marzo 2007      | 22 gennaio 2010  |
| 151 | La cioccolata speciale di Keroro. Signorsì! 「散世 ホワイトデーをチェック！ であります」 - Chiruyo howaito dee o chekku!La grande avventura. Signorsì! 「冬樹 ご利用は計画的に であります」 - Fuyuki go riyoo wa keikaku teki ni                                                              | 9 marzo 2007      | 23 gennaio 2010  |
| 152 | Il documentario di Keroro. Signorsì! 「ケロロ 出没！アド星ック天国 であります」 - Keroro shutsubotsu! Ado boshi kku tengoku | 16 marzo 2007     | 24 gennaio 2010  |
| 153 | Una festa rovinata. Signorsì! 「ケロケロ作戦 第１００号 であります」 - Kerokero sakusen dai 100 goo | 23 marzo 2007     | 25 gennaio 2010  |
| 154 | L'astronave robot. Signorsì! 「ケロロ さらばケロロ軍曹 であります」 - Keroro saraba Keroro gunsō | 30 marzo 2007     | 26 gennaio 2010  |